# 東京出入国在留管理局横浜支局

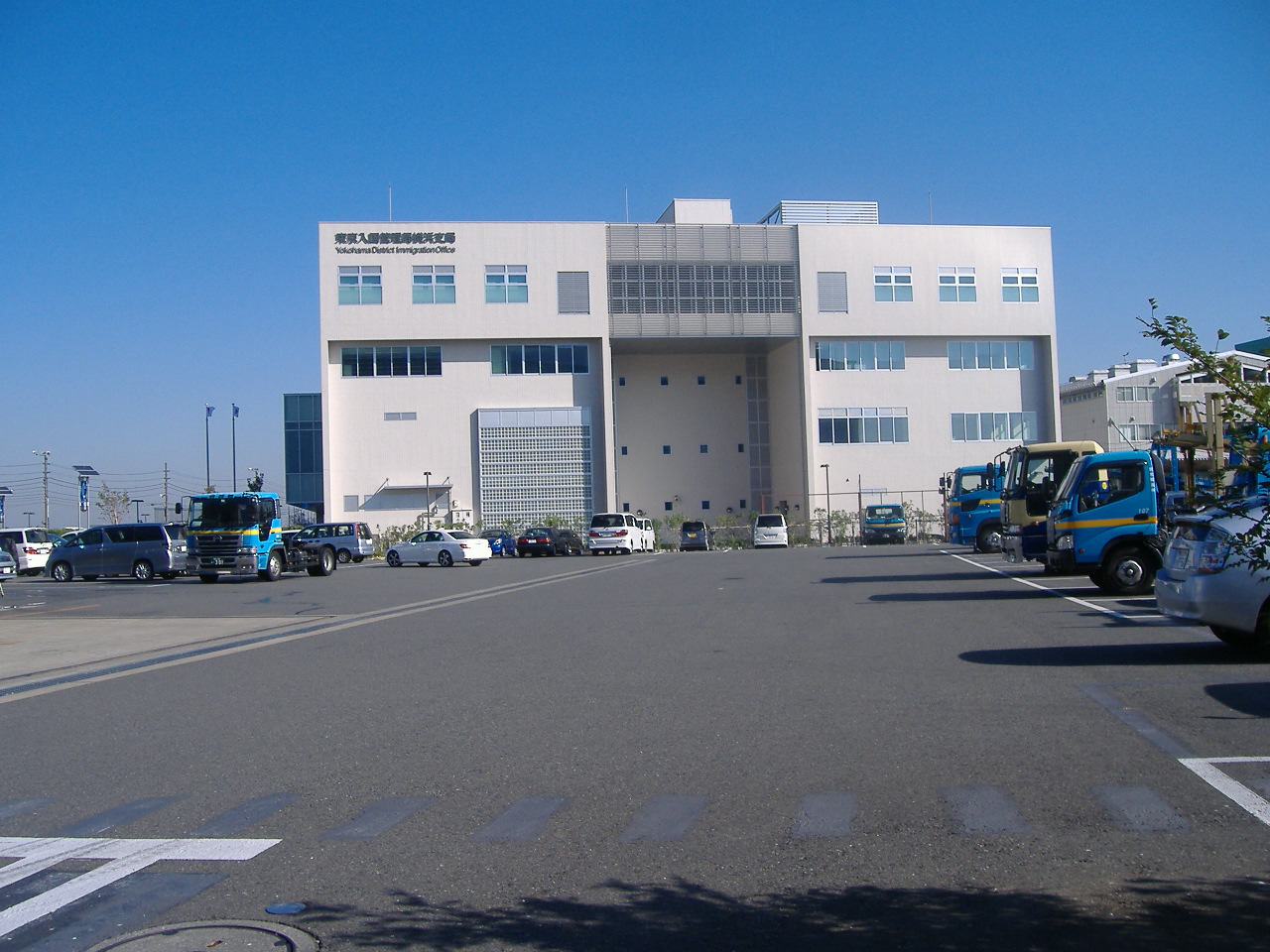
東京出入国在留管理局横浜支局

東京出入国在留管理局横浜支局（とうきょうしゅつにゅうこくざいりゅうかんりきょくよこはましきょく）は、神奈川県横浜市金沢区にある法務省出入国在留管理庁の地方支分部局である東京出入国在留管理局の支局。神奈川県を管轄している。出入国管理及び難民認定法に基づき、外国人の入出国・在留・違反手続、難民認定に関する調査等の行政事務を担当する。

## 沿革
- 1951年（昭和26年）4月1日 - 出入国管理庁（外務省の外局）の地方支分部局として横浜出張所を設置（全国で5出張所体制だったものを11出張所体制に拡充）。管轄区域は神奈川県。
- 1951年（昭和26年）11月1日 - 出入国管理庁を入国管理庁に改組（外務省の外局）。従前の出入国管理庁の11出張所は入国管理庁の地方支分部局に継承。
- 1952年(昭和27年）8月1日 - 入国管理庁を廃し、業務を法務省に承継。法務省の地方支分部局として横浜入国管理事務所を設置（全国で12入国管理事務所体制）。管轄区域は、神奈川県および静岡県。
  - 横浜港、横須賀港、川崎港、清水港の4出張所を設置。
- 1970年（昭和45年）12月24日 – 田子の浦港出張所を新設。
- 1981年（昭和56年）4月1日 - 行政機構改革により、14入国管理事務所が8地方入国管理局（東京、大阪、名古屋、広島、福岡、仙台、札幌、高松）及び2支局（東京に成田、福岡に那覇）に再編。
  - 旧横浜入国管理事務所が所管していた神奈川県は東京入国管理局に、静岡県は名古屋入国管理局にそれぞれ移管。これに伴い、横浜港、横須賀港、川崎港の3出張所は東京入国管理局の所属に、清水港、田子の浦の2出張所は名古屋入国管理局の所属にそれぞれ移行。
  - 横浜入国管理事務所の跡地に東京入国管理局横浜出張所を設置。
- 1982年（昭和57年）4月6日 – 東京入国管理局横浜出張所を東京入国管理局横浜支局に昇格。管轄区域は神奈川県。
  - 横浜港、横須賀港、川崎港の3出張所は横浜支局の出張所に移行。
- 1998年（平成10年）1月26日 – 川崎港出張所を川崎市麻生区に移転し、川崎出張所に改称。
- 2001年（平成13年）10月1日 – 横須賀港出張所を廃止。
- 2005年（平成17年）2月17日 – 横浜港出張所を廃止。
- 2009年（平成21年）6月1日 - 現庁舎に移転。
- 2019年（平成31年）3月1日 - 出入国在留管理庁東京出入国在留管理局の支局へ移行、改称。

## 内部組織
- 東京出入国在留管理局横浜支局長（官職・入国審査官）
  - 総務課
  - 監理官
  - 首席審査官3人（入国審査官）
    - 就労・永住審査担当（就労・永住審査部門）
    - 留学・研修審査担当（留学・研修審査部門）
    - 審判担当（審判部門）

  - 首席入国警備官2人（官職・入国警備官）
    - 企画管理・執行担当（企画管理・執行部門）
    - 処遇担当（処遇部門）

## 管内出張所等
- （支局横浜港分室） 
  - 神奈川県横浜市中区（よこはま新港合同庁舎） - 海港業務、在留支援関係のみ。在留資格変更・期間更新等の審査業務は行っていない。
- 川崎出張所
  - 神奈川県川崎市麻生区（川崎西合同庁舎）